# Eirik Verås Larsen
Eirik Verås Larsen (Flekkefjord, 26 de marzo de 1976) es un deportista noruego que compitió en piragüismo en las modalidades de aguas tranquilas y maratón.
Participó en cuatro Juegos Olímpicos entre los años 2000 y 2012, obteniendo cuatro medallas: oro y bronce en Atenas 2004, plata en Pekín 2008 y oro en Londres 2012. Ganó seis medallas en el Campeonato Mundial de Piragüismo entre los años 2001 y 2011, y diez medallas en el Campeonato Europeo de Piragüismo entre los años 2000 y 2011.
En la modalidad de maratón, ganó dos medallas de oro en el Campeonato Mundial en los años 2001 y 2002.

## Palmarés internacional

### Piragüismo en aguas tranquilas
| Juegos Olímpicos   | Juegos Olímpicos       | Juegos Olímpicos  | Juegos Olímpicos |
| Año                | Lugar                  | Medalla           | Competición      |
| ------------------ | ---------------------- | ----------------- | ---------------- |
| 2004               | Atenas (Grecia)        | Medalla de oro    | K1 1000 m        |
| 2004               | Atenas (Grecia)        | Medalla de bronce | K2 1000 m        |
| 2008               | Pekín (China)          | Medalla de plata  | K1 1000 m        |
| 2012               | Londres (Reino Unido)  | Medalla de oro    | K1 1000 m        |
| Campeonato Mundial |                        |                   |                  |
| Año                | Lugar                  | Medalla           | Competición      |
| 2001               | Poznań (Polonia)       | Medalla de oro    | K2 1000 m        |
| 2002               | Sevilla (España)       | Medalla de oro    | K1 1000 m        |
| 2002               | Sevilla (España)       | Medalla de plata  | K2 1000 m        |
| 2005               | Zagreb (Croacia)       | Medalla de oro    | K1 1000 m        |
| 2007               | Duisburgo (Alemania)   | Medalla de bronce | K1 1000 m        |
| 2011               | Szeged (Hungría)       | Medalla de bronce | K1 1000 m        |
| Campeonato Europeo |                        |                   |                  |
| Año                | Lugar                  | Medalla           | Competición      |
| 2000               | Poznań (Polonia)       | Medalla de oro    | K2 1000 m        |
| 2001               | Milán (Italia)         | Medalla de oro    | K2 1000 m        |
| 2001               | Milán (Italia)         | Medalla de bronce | K1 1000 m        |
| 2002               | Szeged (Hungría)       | Medalla de bronce | K2 1000 m        |
| 2004               | Poznań (Polonia)       | Medalla de oro    | K1 1000 m        |
| 2004               | Poznań (Polonia)       | Medalla de oro    | K2 1000 m        |
| 2005               | Poznań (Polonia)       | Medalla de oro    | K1 1000 m        |
| 2007               | Pontevedra (España)    | Medalla de oro    | K1 1000 m        |
| 2009               | Brandeburgo (Alemania) | Medalla de oro    | K2 1000 m        |
| 2011               | Belgrado (Serbia)      | Medalla de plata  | K1 5000 m        |

### Piragüismo en maratón
| Campeonato Mundial | Campeonato Mundial     | Campeonato Mundial | Campeonato Mundial |
| Año                | Lugar                  | Medalla            | Competición        |
| ------------------ | ---------------------- | ------------------ | ------------------ |
| 2001               | Stockton (Reino Unido) | Medalla de oro     | K2                 |
| 2002               | Zamora (España)        | Medalla de oro     | K2                 |